# Hidden Hills
Hidden Hills és una ciutat dels Estats Units a l'estat de Califòrnia. Segons el cens del 2000 tenia 1.875 habitants.

## Demografia
Segons el cens del 2000, Hidden Hills tenia 1.875 habitants, 568 habitatges, i 506 famílies. La densitat de població era de 438,8 habitants/km².
Per edats la població es repartia de la següent manera: un 33% tenia menys de 18 anys, un 4,2% entre 18 i 24, un 20,9% entre 25 i 44, un 31,9% de 45 a 60 i un 10,1% 65 anys o més.
L'edat mediana era de 40 anys. Per cada 100 dones de 18 o més anys hi havia 90,6 homes.
Entorn de l'1,8% de les famílies i el 3,5% de la població estaven per davall del llindar de pobresa.

## Poblacions properes
El següent diagrama mostra les poblacions més properes.